# Baccini and Best Friends
Baccini and "Best" Friends è un album raccolta di Francesco Baccini, pubblicato nel 1997 dalla CGD. Contiene 3 inediti ed alcune vecchie canzoni, alcune rivisitate con duetti inediti. Fu pubblicato in occasione della sua prima partecipazione al Festival di Sanremo di quell'anno

## Brani
1. Senza tù - 4:29
2. Margherita Baldacci - 3:54 (con Ferruccio Amendola)
3. Genova blues - 3:44 (con Fabrizio De André)
4. Canzone in allegria - 3:56 (con Enzo Jannacci)
5. Mauro e Cinzia - 4:26 (con Nomadi)
6. Vado di nuovo al mare - 6:05
7. Mani di forbice - 3:43 (con Angelo Branduardi)
8. Tu stai con lei - 4:00 (con Sottotono)
9. Portugal - 3:13 (con Patrizio Trampetti)
10. Ragazza da marito - 3:34 (con Sabrina Ferilli)
11. Qua qua quando - 4:48 (con Ufo Piemontesi)
12. La giostra di Bastian - 3:44 (con Giorgio Conte)
13. Mamma dammi i soldi - 3:46 (con Paola Folli)
14. Ho voglia d'innamorarmi - 4:02
15. Sotto questo sole - 4:19 (con Ladri di Biciclette)
16. Le donne di Modena (live) - 5:10